# Kanton Fontenay-sous-Bois-Ouest
Der Kanton Fontenay-sous-Bois-Ouest war von 1976 bis 2015 ein französischer Wahlkreis im Arrondissement Nogent-sur-Marne, im Département Val-de-Marne und in der Region Île-de-France. Er bestand aus einem Teil der Stadt Fontenay-sous-Bois.

## Bevölkerungsentwicklung
| 1990   | 1999   | 2010   |
| ------ | ------ | ------ |
| 25.348 | 25.376 | 26.875 |